# Kabelbaan Gant-Hohtälli

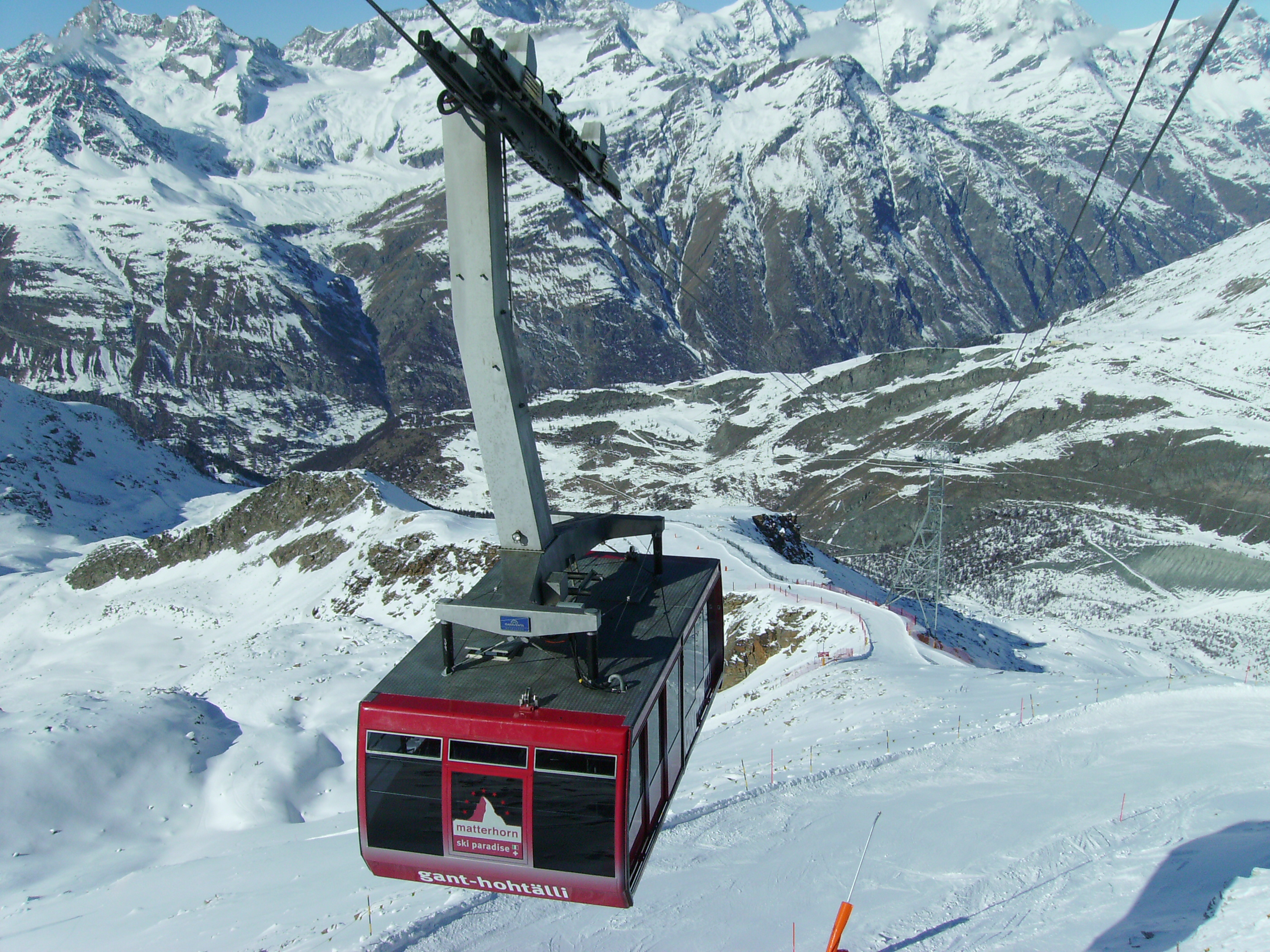
Foto van de kabelbaan.

Kabelbaan Gant-Hohtälli is een kabelbaan voor grote cabines in Zermatt, kanton Wallis. De kabelbaan begint in Gant op 2.223 meter hoogte en eindigt op de Hohtälli op een hoogte van 3.273 meter hoogte. Hiermee wordt dus 1.057 meter overbrugt met een verbinding die 2.707 meter lang is. Het bouwwerk is in 1998 gebouwd en is in de winter van 1998-1999 in gebruik genomen. Een van de pijlers van de kabelbaan heeft een lengte van 94 meter en behoort daarmee tot de hoogste bouwwerken van Zwitserland.